# Eberhard Klaschik
Eberhard Jochen Klaschik (* 18. März 1943 in Beuthen, Oberschlesien) ist ein deutscher Mediziner. Er gilt als Nestor der Palliativmedizin in Deutschland.

## Leben
Eberhard Klaschik studierte ab 1963 in Mainz, Kiel und Köln Medizin, 1968 wurde er approbiert, 1970 promoviert. 1981 habilitierte er sich für das Fach Anästhesiologie. Er wirkte ab 1983 bei der Errichtung der ersten Palliativstation am Universitätsklinikum Köln mit und wurde 1984 Chefarzt am Malteser-Krankenhaus Bonn, wo ab 1990 mit Unterstützung der Deutschen Krebshilfe eine Palliativstation und ein Hausbetreuungsdienst aufgebaut wurden, eine Fortbildungsstätte und ein Verlag folgten. Ab 1986 war Klaschik außerplanmäßiger Professor für Anästhesie an der Universität Köln, ab 1999 der erste Inhaber eines Lehrstuhls für Palliativmedizin in Deutschland – am Universitätsklinikum Bonn. 2008 wurde Klaschik emeritiert. Sein Nachfolger am Uniklinikum und Malteser-Krankenhaus Bonn wurde Lukas Radbruch.
Klaschik machte sich organisatorisch um die Errichtung palliativmedizinischer Strukturen in Deutschland und wissenschaftlich um die Symptomkontrolle palliativmedizinischer Patienten bei Schmerzen und Luftnot verdient. Er verfasste mit Stein Husebø ein Standardwerk der Palliativmedizin. Klaschik war 1994 Mitbegründer der Deutschen Gesellschaft für Palliativmedizin, deren Sekretär von 1996 bis 1998 und deren Präsident von 1998 bis 2006 er war. 2003 bis 2005 war er Mitglied der Enquete-Kommission Ethik und Recht der modernen Medizin des Deutschen Bundestags.

## Auszeichnungen und Ehrungen
Eberhard Klaschik wurde 2004 mit dem Deutschen Schmerzpreis ausgezeichnet, 2008 mit dem Ehrenpreis des Deutschen Schmerzpreises. Er erhielt 2009 das Bundesverdienstkreuz am Bande und „für seinen maßgeblichen Einsatz und seine Verdienste beim Aufbau palliativmedizinischer Versorgungsstrukturen sowie für sein wegweisendes Engagement zur strategischen Weiterentwicklung der Palliativmedizin in Deutschland“ den Deutsche Krebshilfe Preis 2018.

## Veröffentlichungen (Auswahl)
- mit Stein Husebø: Palliativmedizin. In: Der Anästhesist. 46, 1997, S. 177–185.
- mit Stein Husebø: Palliativmedizin. Praktische Einführung in Schmerztherapie, Ethik und Kommunikation. 3. Auflage. Springer, Berlin/Heidelberg / New York 2003.
- mit Friedemann Nauck, L. Radbruch und R. Sabatowski: Palliativmedizin – Definitionen und Grundzüge. In: Der Internist. 41, 2000, S. 606–611.